# نادي سهل نينوى
نادي سهل نينوى الرياضي هو فريق كرة قدم عراقي مقره في نينوى، يلعب في الدوري العراقي الدرجة الثانية. المقر الرسمي للنادي يقع في سهل نينوى تحديداً في برطلة.